# Сулейман Караденіз
Сулейман Караденіз (тур. Süleyman Karadeniz; нар. 12 липня 1995) — турецький борець вільного стилю, чемпіон та срібний призер чемпіонатів Європи, бронзовий призер Кубку світу, учасник Олімпійських ігор.

## Спортивні результати на міжнародних змаганнях

### Виступи на Олімпіадах
| Змагання                    | Збірна    | Вагова категорія          | Місце |
| --------------------------- | --------- | ------------------------- | ----- |
| Літні Олімпійські ігри 2020 | Туреччина | вільна боротьба, до 97 кг | 5     |

### Виступи на Чемпіонатах світу
| Змагання                        | Збірна    | Вагова категорія          | Місце |
| ------------------------------- | --------- | ------------------------- | ----- |
| Чемпіонат світу з боротьби 2019 | Туреччина | вільна боротьба, до 92 кг | 8     |
| Чемпіонат світу з боротьби 2021 | Туреччина | вільна боротьба, до 97 кг | 9     |

### Виступи на Чемпіонатах Європи
| Змагання                         | Збірна    | Вагова категорія          | Місце  |
| -------------------------------- | --------- | ------------------------- | ------ |
| Чемпіонат Європи з боротьби 2020 | Туреччина | вільна боротьба, до 92 кг | Золото |
| Чемпіонат Європи з боротьби 2021 | Туреччина | вільна боротьба, до 97 кг | Срібло |

### Виступи на Кубках світу
| Змагання                    | Збірна    | Вагова категорія          | Місце  |
| --------------------------- | --------- | ------------------------- | ------ |
| Кубок світу з боротьби 2019 | Туреччина | команда                   | 8      |
| Кубок світу з боротьби 2020 | Туреччина | вільна боротьба, до 97 кг | Бронза |

### Виступи на інших змаганнях
| Змагання                                                       | Збірна    | Вагова категорія          | Місце  |
| -------------------------------------------------------------- | --------- | ------------------------- | ------ |
| Кубок Алроси 2016                                              | Туреччина | команда                   | 4      |
| Турнір Яшара Догу 2017                                         | Туреччина | вільна боротьба, до 97 кг | 19     |
| Турнір Г. Картозія і В. Балавадзе 2017                         | Туреччина | вільна боротьба, до 97 кг | Срібло |
| Меморіал Іона Корнеану і Ладислава Сімона 2017                 | Туреччина | вільна боротьба, до 97 кг | Бронза |
| Інтерконтинентальний кубок з боротьби 2017                     | Туреччина | вільна боротьба, до 97 кг | 14     |
| Турнір Г. Картозія і В. Балавадзе 2018                         | Туреччина | вільна боротьба, до 92 кг | 5      |
| Кубок Тахті 2019                                               | Туреччина | вільна боротьба, до 92 кг | 13     |
| Турнір Дана Колова — Николи Петрова 2019                       | Туреччина | вільна боротьба, до 92 кг | 5      |
| Київський Міжнародний турнір з боротьби 2019                   | Туреччина | вільна боротьба, до 92 кг | Бронза |
| Турнір Яшара Догу 2019                                         | Туреччина | вільна боротьба, до 92 кг | Бронза |
| Меморіал Вацлава Циолковського 2019                            | Туреччина | вільна боротьба, до 92 кг | Золото |
| Меморіал Вацлава Циолковського 2020                            | Туреччина | вільна боротьба, до 97 кг | Золото |
| Київський Міжнародний турнір з боротьби 2021                   | Туреччина | вільна боротьба, до 97 кг | Золото |
| Олімпійський кваліфікаційний турнір з боротьби 2020 (Будапешт) | Туреччина | вільна боротьба, до 97 кг | Срібло |

### Виступи на змаганнях молодших вікових груп
| Змагання                                      | Збірна    | Вагова категорія          | Місце |
| --------------------------------------------- | --------- | ------------------------- | ----- |
| Чемпіонат Європи з боротьби серед молоді 2016 | Туреччина | вільна боротьба, до 97 кг | 11    |